# رباط قفوي
الرباط القفوي أو البخاع (بالإنجليزية: Nuchal ligament)‏ هو رباط مرن يمتد من الناشزة القذالية الخارجية ومن الخط القفوي الأوسط إلى الناتئ الشوكي للفقرة الرقبية السابعة. المعروف باسمه اللاتيني (باللاتينية: ligamentum nuchae).